# Jehad Al Hussain
Jehad Al Hussain (in arabo جهاد الحسين‎?; Homs, 30 luglio 1982) è un ex calciatore siriano.

## Palmarès

### Club
Al-Karamah
- Prima Divisione Siria (3 titoli): 2006, 2007, 2008
- Syrian Cup (2 titoli): 2007, 2008,
- Syrian Super Cup (1 titolo): 2008
- AFC Champions League: Secondo posto 2006

 Al-Qadsia
- Kuwaiti Premier League (2 titoli): 2010, 2011
- Kuwait Emir Cup (1 titolo): 2010
- Kuwait Super Cup (1 titolo): 2009
- AFC Cup: Secondo posto 2010

### Individuale
- Miglior marcatore AFC Cup 2009 .[1]